# Nelson Mandela National Stadium
Nelson Mandela National Stadium – to wielofunkcyjny stadion w Ugandzie. Znajduje się w dzielnicy Bweyogerere, jednej z 6 gmin, które wchodzą do składu Kira Municipality. Najczęściej rozgrywają na nim swoje mecze drużyny piłkarskie, jednak inne sporty są tu również uprawiane. Stadion ma pojemność 45 202 miejsc i został zbudowany dzięki przyznanym 36 milionom dolarów od Chin. Początkowo stadion nazywał się Namboole Stadium. Nazwa pochodziła wówczas od nazwy wzgórza na którym stadion był zbudowany. Aktualną nazwę stadion zawdzięcza słynnemu politykowi z Południowej Afryki i laureatowi Nagrody Nobla - Nelsonowi Mandeli, jednak miejscowa ludność nadal nazywa stadion Namboole. Otwarciu obiektu w 1997 roku towarzyszył koncert Lucky Dube'a - artysty reggae z Południowej Afryki.